# Hypena robustalis
Hypena robustalis är en fjärilsart som beskrevs av Pieter Cornelius Tobias Snellen 1880. Hypena robustalis ingår i släktet Hypena och familjen nattflyn. Inga underarter finns listade i Catalogue of Life.